# فصيلة الدم (ألبوم)
غروبا كروفي (بالروسية: Группа крови، وتعني حرفيًا "فصيلة الدم" باللهجة الروسية: /ɡrupːə ˈkrovjɪ/) هو الألبوم السادس لفرقة الروك السوفياتية كينو، تم إصداره لأول مرة في عام 1988. تم إصداره في ذروة فترتي بيريسترويكا وجلاسنوست، مع فيلم جريمة بعنوان "الإبرة" (بالروسية: Игла، إيجلا) الذي صدر في نفس العام من بطولة مغني الفرقة الرئيسي فيكتور تسوي، حيث أصبح هذا الألبوم هو أشهر ألبوم للفرقة داخل الاتحاد السوفياتي وفي نهاية المطاف خارجه أيضًا، حيث تم إدراج أغاني من الألبوم بما في ذلك الأغنية الرئيسية في قوائم أفضل 100 أغنية روسية.
بدأ العمل على الإنشاء في عام 1987. تم تسجيل معظمه مع جورجي جوريانوف، تم الانتهاء من العمل في استوديو أليكسي فيشنيا. يتميز صوت التسجيل بالتأكيد مقارنة بالألبومات، بفضل استخدام مردودية حديثة في الاستوديو.
حظي الالبوم بثناء كبير من قبل النقاد عند إصداره ولا يزال يعتبر حدثًا ملحوظًا في تاريخ الموسيقى الروسية. في عام 1999، نشرت راديو ناشي قائمة "أفضل 100 أغنية للروك الروسي في القرن العشرين"، بما في ذلك عدة أغاني من هذا الالبوم وإعطاء الأغنية "فصيلة الدم" المركز الأول. في عام 2007، ضم محررو رولينغ ستون الأغنية "فصيلة الدم" في قائمتهم "40 أغنية غيرت العالم".

## خلفية
في نهاية عام 1985، غادر العازف ألكسندر تيتوف، الذي كان أيضًا عضوًا في فرقة أكواريوم، فرقة كينو لأنه أصبح من الصعب بالنسبة له العمل في كلتا الفرقتين، لذلك اختار تيتوف أكواريوم. نادرًا ما تعلّق الموسيقيون على مغادرة تيتوف، معتبرين ذلك خيانة بحد ما. ووفقًا لعازف الطبول جيورجي جوريانوف في فرقة كينو، فإن تيتوف لم ينسجم مع فريقهم واعتبر نفسه دائمًا عضوًا في أكواريوم، حيث كان يعمل مع فرقة تسوي فقط كموسيقي ضيف. 

## تاريخ
بعد إصداره في الاتحاد السوفياتي، تم إصدار الألبوم في الولايات المتحدة عام 1989 عن طريق تسجيلات كابيتول. كان عنوان أغنية الألبوم "جروبا كروفي"، تتحدث عن النضال الأبدي من أجل الصواب بالإضافة إلى كونها نشيدًا مناهضًا للحرب[بحاجة لمصدر]. بناءً على طلب معجب أمريكي، تمت ترجمة الأغنية وتسجيلها أيضًا باللغة الإنجليزية تحت عنوان "Blood Type".

## غلاف الألبوم

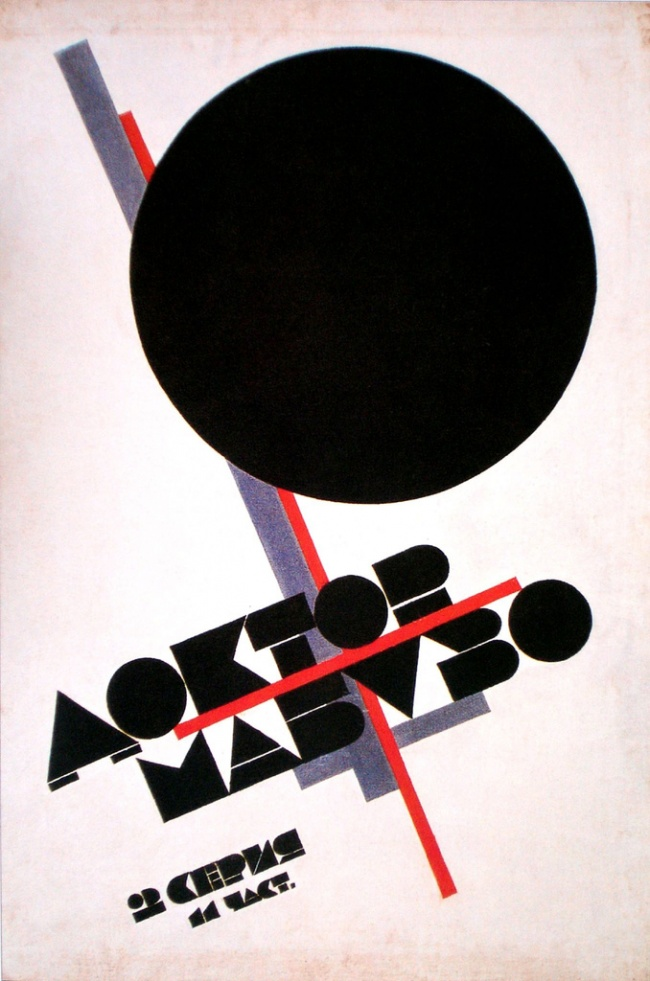
الملصق المسرحي الروسي لـ Dr Mabuse، The Gambler الذي أثر على تصميم غلاف الألبوم.

غلاف ألبوم "فصيلة الدم" يحاكي حركات الطليعة الروسية ما بعد الحرب وحركات ما قبل الحرب السوبريماتية، وفن الفنانين مثل إل ليسيتزكي. كما أنه مستوحى مباشرة من ملصق الإصدار الروسي لفيلم فريتز لانجة الصامت عام 1922 "دكتور مابوزه المقامر" (بالألمانية: دكتور مابوزه، دير شبيلر. بالروسية: دوكتور مابوزه، إيغروك).

## إعادة إصدار
- في عام 1989 ، أصدرت Gold Castle Records الألبوم على قرص مضغوط وشريط صوتي وفينيل في الولايات المتحدة
- في 21 نوفمبر 1989 ، أصدرت شركة Victor Musical Industries الألبوم المعاد تشكيله (مع المسار التاسع "Prokhozhiy") على قرص مضغوط في اليابان.
- في عام 1991 ، أصدر القرص الروسي الألبوم على الفينيل لأول مرة في الاتحاد السوفيتي.
- في عام 1993 ، أعادت شركة General Records إصدار الألبوم على قرص مضغوط دون إعادة تشكيله رقميًا في النمسا.
- في عام 1995 ، أعادت شركة MF Records ، وهي علامة مملوكة من قبل ميخائيل فريدمان، إصدار الألبوم على قرص مضغوط دون إعادة صياغة رقمية في ألمانيا.
- في عام 1996 ، أعادت شركة Moroz Records إصدار الألبوم المعاد تنسيقه رقميًا (مع المسار التاسع "Prokhozhiy") على قرص مضغوط وشريط صوتي.
- في عام 2003 ، أعادت Moroz Records إصدار الألبوم كجزء من مجموعة صندوق تحتوي على 15 قرصًا مضغوطًا.
- في عام 2012 ، أعادت شركة Moroz Records إصدار الألبوم على الفينيل.
- في عام 2019 ، استعادت Maschina Records الألبوم من نسخ رئيسية أصلية وأصدرته على LP و CD و CS جنبًا إلى جنب مع مواد إضافية.

## في الثقافة الشعبية
- ظهرت أغنية "فصيلة الدم" في الموسيقى التصويرية للعبة ' Grand Theft Auto IV ، ولكن أُزيلت في أبريل 2018 بعد انتهاء صلاحية ترخيص العشر سنوات.
- غطت فرقة ميتاليكا الأمريكية موسيقى الهيفي ميتال الأغنية الرئيسية "فصيلة الدم" مباشرة في حفل موسيقي في ملعب لوجنيكي بموسكو في 21 يوليو 2019 ، بعد تسعة وعشرين عامًا وبعد يوم واحد من أداء الفرقة آخر مرة على الهواء مباشرة قبل حادث سيارة تسوي في وقت لاحق في عام 1990.[10]
- تم استخدام ريمكس من "فصيلة الدم" بواسطة لعبة الفيديو الروسية War Thunder في مقطع دعائي لتحديث "Drone Age".

## قائمة التشغيل
1. "Группа крови" / "Gruppa krovi" / "فصيلة الدم" (4:45)
2. "Закрой за мной дверь، я ухожу" / "Zakroy za mnoy dver '، ya ukhozhu" / "أغلق الباب خلفي، سأرحل" (4:15)
3. "Война" / "Voyna" / "War" (4:04)
4. "Спокойная ночь" / "Spokoynaya noch" / "Peaceful Night" (6:07)
5. "ама، мы все сошли с ума" / "Mama، my soshli s uma" / "Mama، We've All Gone Mad" (4:06)
6. "Бошетунмай" / "Boshetunmai" (4:09)
7. "наших глазах" / "V nashikh glazakh" / "In Our Eyes" (3:34)
8. "Попробуй спеть вместе со мной" / "Poprobuy spet 'vmeste so mnoy" / "حاول الغناء معي" (4:35)
9. "Прохожий" / "Prokhozhiy" / "Passerby" - (3:39)
10. "Дальше действовать будем мы" / "Dal'she deystvovat 'budem my" / "From Now On، it's Our Our" (3:55)
11. "Легенда" / "Legenda" / "Legend" - (4:10)

## الطاقم
- فيكتور تسوي - غناء، غيتار
- يوري كاسباريان - غيتار رئيسي، لوحات مفاتيح ("Poprobuy spet' vmeste so mnoy")
- إيغور تيخوميروف - جيتار باس
- جورجي جوريانوف ("Zakroy za mnoy dver', ya ukhozhu", "Mama, my vse soshli s uma", "Poprobuy spet' vmeste so mnoy", "Prokhozhiy")

طاقم إضافي
- أندري سيغل - لوحات المفاتيح
- إيغور فيريتشيف - دعم غناء ("Prokhozhiy")
- أليكسي فيشنيا - خلط وإتقان ودعم غناء ("Gruppa krovi")